# Tiên Sơn (Bắc Giang)
Tiên Sơn is een xã in huyện Việt Yên, een district in de Vietnamese provincie Bắc Giang.
Tiên Sơn ligt op de noordelijke oever van de Cầu.